# Benim İçin Üzülme
Benim İçin Üzülme es una serie de televisión turca de 2012, producida por Boyut Film para ATV y Show TV.

## Trama
Niyazi y Harun son dos mejores amigos que se enamoran de Buke, una chica kurda que llegó al pueblo a trabajar como temporera. Por otro lado, el hermano de Niyazi, Sinan, regresa del ejército y asume la cabeza de la compañía del adinerado Şahin Yılmaz, un hombre que le debe la vida al joven. Sin embargo, Sinan se enamorará de Bahar, hermana de Harun y la joven esposa de Şahin.

## Reparto
- Fulya Zenginer como Buke.
- Tansel Öngel como Niyazi Avcıoğlu.
- Öykü Çelik como Bahar Yılmaz.
- Çağlar Ertuğrul como Sinan Avcıoğlu.
- Ünal Silver como Şahin Yılmaz.
- Rüçhan Çalışkur como Melahat Avcıoğlu.
- Eren Hacısalihoğlu como Harun Kılıçoğlu.
- Selin Şekerci como Irmak.
- Sacide Taşaner como Nermin.
- Bayazıt Gülercan como Enver Avcıoğlu.
- Rana Cabbar como Resul Kılıçoğlu.
- Necmettin Çobanoğlu como Davut.
- Timur Ölkebaş como Arif Demirci.
- Tuğba Çom como Emine Demirci.
- Şevket Çapkınoğlu como Morinyo Necmi.
- Ahmet Varlı como Orhan Şeker.
- Yasemen Büyükağaoğlu como Hacer Kılıçoğlu.
- Nalan Örgüt como Fatma.
- Abidin Yerebakan como Muzaffer.
- Hüseyin Taş como Sabri.
- Elif Korkmaz como Birgül Şeker.
- Mehmet Polat como Yaşar Şeker.
- Serpil Gül como Meryem.
- Özlem Başkaya como Fehime Şeker.
- Arda Aşık como Onur Demirci.
- Pelin Acar como Şenay.
- Hande Kaptan como Filiz.
- Tatyana Tsvikeviç como Anna.
- Ahmet Ali Kutoğlu como Resul Şeker.
- Alara Bozbey como Naz.
- Barış Arduç como Ahmet Avcıoğlu.
- Rosa Lima como La Mala.
- Birgül Ulusoy como Hatice.
- Uğur Güneş como Şiyar.

## Temporadas
| Temporada | Temporada | Episodios | Rango de episodios | Emisión original         | Emisión original    |
| Temporada | Temporada | Episodios | Rango de episodios | Inicio                   | Final               |
| --------- | --------- | --------- | ------------------ | ------------------------ | ------------------- |
|           | 1         | 32        | 1 - 32             | 6 de noviembre de 2012   | 11 de junio de 2013 |
|           | 2         | 23        | 33 - 55            | 17 de septiembre de 2013 | 29 de abril de 2014 |